# Annata
L'annata era un impost que calia lliurar a la Cambra Apostòlica, que corresponia a una part dels guanys que comportava qualsevol benefici eclesiàstic durant el primer any del seu gaudi.